# Anas gibberifrons
L'alzavola d'Indonesia (Anas gibberifrons Müller, 1842), nota anche come alzavola della Sonda, è un'anatra di superficie diffusa nelle zone umide aperte dell'Indonesia.

## Descrizione
È un'anatra di color bruno chiazzato con riflessi bianchi e verdi sulle ali. Il maschio e la femmina presentano la stessa colorazione, al contrario di una sua stretta parente, l'alzavola castana, in cui i due sessi sono molto differenti tra di loro. L'alzavola della Sonda presenta quasi la stessa identica colorazione della femmina di alzavola castana, da cui si distingue solamente per il collo di colore più chiaro, per la faccia più pallida e, soprattutto, per la fronte sporgente. L'alzavola delle Andamane presenta una quantità variabile di zone bianche sulla fronte e intorno agli occhi. L'alzavola dell'isola di Rennell somigliava molto ad una versione più piccola della sottospecie nominale, ma aveva il becco più breve. In tutte le sottospecie i giovani sono più pallidi degli adulti, specialmente sulla testa.

## Riproduzione
L'alzavola d'Indonesia nidifica nei pressi di laghi e paludi d'acqua dolce, i suoi habitat preferiti, solitamente sul terreno, ma anche nelle cavità degli alberi o nelle tane dei conigli.

## Voce
È un'anatra piuttosto rumorosa, specialmente di notte. Il maschio emette un lieve preep, mentre la femmina starnazza più rumorosamente.